# 兀兒德之泉
兀兒德之泉是北歐神話中的聖域之一。
兀兒德之泉位於世界之樹（Yggdrasil）深入神域阿斯嘉特的一條巨大樹根旁邊。接近諾倫三女神（兀兒德、薇兒丹蒂、詩寇蒂）所居住的宮殿。並以諾倫三女神之首兀兒德來命名。她們在世界之樹上刻下所有人類的命運。